# Pygmodeon boreale
Pygmodeon boreale es una especie de escarabajo longicornio del género Pygmodeon, tribu Neoibidionini, subfamilia Cerambycinae. Fue descrita científicamente por Martins en 1971.
La especie se mantiene activa durante el mes de junio.

## Descripción
Mide 9,6 milímetros de longitud.

## Distribución
Se distribuye por México.